# Otto Ahlström
Otto Ernst Ahlström, född 14 mars 1893 i Hamburg, död 1964, var en svensk direktör, optiker och akvarellmålare.
Han var son till optiker Fritz Ahlström och Maria Wolkenhauer samt från 1925 gift med Olga Wiberg. Ahlström studerade vid Tekniska skolan i Stockholm 1907–1911 och för Carl Wilhelmson 1920–1922 samt vid Académie Colarossi i Paris 1925. Han medverkade i utställningen 6 kamrater på Konstnärshuset i Stockholm. Han signerade sina verk Otto. Ahlström drev två optikerbutiker i Stockholm och började på 1920-talet spara på äldre optikinstrument och glasögon som senare kom att bli grunden för ett optikmuseum i Stockholm. Hans samlingar av optikföremål ställdes ut på Nordiska museet i Stockholm 1946–1947. Han tilldelades Artur Hazelius-medaljen för sin gärning inom kulturhistorien.